# Elton Dean
Elton Dean (28. oktober 1945 – 8. februar 2006) var engelsk jazz-musiker, som spillede altsaxofon, saxello (en variant af sopransaxofon) og lejlighedsvis tangenter.
Fra 1966 til 1967 var Dean med i gruppen Blueseology, der blev ledet af Long John Baldry. Gruppens pianist, Reginald Dwight, kombinerede senere Deans og Baldrys fornavne og dannede dermed sit eget kunstnernavn, Elton John.
Dean grundlagde sit ry som medlem i Keith Tippett Sextet fra 1968 til 1970 og i gruppen Soft Machine fra 1969 til 1972. Kort før han forlod Soft Machine, startede han sin egen gruppe, Just Us. Fra 1975 til 1978 stod han i spidsen for sit eget ni-mandsorkester, Ninesense. Hans egne grupper siden da, som regel kvartetter og kvintetter, spillede mest fri jazz, med kun lidt eller slet intet komponeret materiale. Samtidig vedblev han at arbejde sammen med andre grupper, der var meget kompositions-orienterede, f.eks. guitaristen Phil Millers In Cahoots, trommeslageren Pip Pyles Equipe Out samt forskellige projekter sammen med den tidligere Soft Machine-bassist Hugh Hopper.
I 2002 turnerede og indspillede Dean sammen med andre tidligere Soft Machine-medlemmer (Hugh Hopper, trommeslageren John Marshall og guitaristen Allan Holdsworth) under navnet Soft Works. Efterfølgende turnerede og indspillede de med guitaristen John Etheridge (også tidligere Soft Machine) som erstatning for Holdsworth under navnet Soft Machine Legacy, hvor de spillede gamle Soft Machine-numre såvel som nyt materiale.
Deans sidste musikalske samarbejder omfattede bl.a. Soft Bounds (en kvartet bestående af Dean, Hugh Hopper, Sophia Domancich og Simon Goubert), Alex Maguires projekt Psychic Warrior samt den belgiske jazzrock-gruppe The Wrong Object.

## Diskografi

### Som leder
- 1971: Elton Dean (reissued as Just Us)
- 1975: Live at the BBC (with Ninesense, released 2003)
- 1976: Oh! For The Edge
- 1976: They All Be On This Old Road (live)
- 1977: Happy Daze (live)
- 1979: Three's Company Two's A Crowd
- 1979: The 100 Club Concert (released posthumously in 2012)
- 1980: Boundaries
- 1985: The Bologna Tape
- 1986: Welcomet
- 1988: Duos (cassette only)
- 1988: Trios (cassette only)
- 1989: EDQ Live (cassette only)
- 1989: Unlimited Saxophone Company
- 1990: Vortex Tapes (live)
- 1995: Silent Knowledge
- 1997: Headless Quartet
- 1997: Newsense
- 1998: Moorsong
- 2000: QED
- 2002: Sea of Infinity

### Saarbejde
- 1976: Dean, Hopper, Tippett, Gallivan: Cruel But Fair
- 1977: Dean, Skidmore: El Skid
- 1977: Dean, Wheeler, Gallivan: The Cheque Is In The Mail
- 1977: Dean, Hopper, Tippett, Gallivan: Mercy Dash
- 1985: Dean, Miller: Steve Miller Trio Meets Elton Dean
- 1990: Dean, Howard Riley Quartet: All The Tradition
- 1992: Dean, Hewins: Bar Torque
- 1993: Dean, Riley: One Two One
- 1995: Dean, Dunmall: If Dubois Only Knew
- 1995: Dean, Riley: Descending Circles
- 1996: Dean, Rudd: Rumours Of An Incident
- 1996: Dean, Cuomo: The Origin Of Man
- 1997: Dean, Hopper, Clarke, Knight: The Mind In The Trees
- 1998: Dean, Bellatalla, Sanders: Into The Nierika
- 2000: Dean, Trovesi: Freedom in Jazz
- 2004: Dean, Domancich: Avant
- 2004: Dean, Dunmall, Rogers, Blanco: Remembrance (released posthumously in 2013)
- 2007: Dean, The Wrong Object: The Unbelievable Truth (recorded live in Paris at Glaz'Art on 18 October 2005)

### Bands
Med Soft Machine
- 1970: Third
- 1971: Fourth
- 1972: Fifth

Andre bands
- 1971: Centipede: Septober Energy
- 1978: Soft Head: Rogue Element
- 1979: Soft Heap: Al Dente (live)
- 1979: Soft Heap: Soft Heap
- 1983: Soft Heap: A Veritable Centaur
- 1985: Pip Pyle's Equip' Out: L'Equipe Out
- 1989: In Cahoots: Live 86–89
- 1990: Anglo Italian Quartet: Put It Right Mr. Smoothie
- 1990: l'Equip' Out: Up!
- 1995: British Saxophone Quartet: Early October
- 1995: Anglo Italian Quartet: Twice Upon A Time
- 2002: Soft Works: Abracadabra
- 2003: Soft Mountain: Soft Mountain
- 2004: Soft Bounds: Live at Le Triton
- 2005: Soft Machine Legacy: Live in Zaandam
- 2006: Soft Machine Legacy: Soft Machine Legacy

### Gæsteoptræden
- 1969: Julie Driscoll: 69
- 1970: Keith Tippett: You Are Here... I Am There
- 1970: Kevin Ayers: BBC Sessions 1970-1976
- 1970: Robert Wyatt: The End Of An Ear
- 1971: Keith Tippett: Dedicated To You, But You Weren't Listening
- 1971: Heads Hands & Feet: Heads Hands & Feet
- 1971: Reg King: Reg King
- 1972: Mike Hugg: Somewhere
- 1973: Alexis Korner: Alexis Korner
- 1973: Mike Hugg: Stress & Strain
- 1974: Hugh Hopper: Monster Band
- 1975: 	Brotherhood of Breath: Bremen to Bridgwater
- 1975: 	Dudu Pukwana: Diamond Express
- 1975: 	Julie Tippetts: Sunset Glow
- 1976: Hugh Hopper: Hoppertunity Box
- 1976: 	Intercontinental Express: London
- 1978: Keith Tippett: Frames
- 1978: Carla Bley Band: European Tour 1977
- 1979: John Stevens Dance Orchestra: A Luta Continua
- 1981: National Health: DS Al Coda
- 1984: Keith Tippett: A Loose Kite in a Gentle Wind...
- 1984: 	The Big Team: Under The Influence
- 1985: 	Phil Miller: Cutting Both Ways
- 1985: 	Harry Beckett: Pictures of You
- 1987: 	Dennis Gonzalez Dallas-London Sextet: Catechism
- 1988: 	Phil Miller: Split Seconds
- 1991: 	Joe Gallivan's Soldiers Of The Road: Innocence
- 1994: 	John Greaves: Songs
- 1996: MASHU: Elephants in your head?
- 1999: Roswell Rudd: Broad Strokes
- 2003: 	Psychic Warrior: Psychic Warrior
- 2003: 	Carol Grimes: Mother
- 2003: 	Hugh Hopper: Jazzloops
- 2003: 	In Cahoots: All That
- 2005: 	The Wrong Object featuring Elton Dean: The Unbelievable Truth